# Go Wild in the Country
«Go Wild in the Country» es una canción interpretada por la banda británica de new wave Bow Wow Wow, perteneciente a su álbum See Jungle! See Jungle! Go Join Your Gang Yeah! City All Over, Go Ape Crazy. Fue lanzada en 1982 como sencillo y fue escrita por Dave Barbarossa, Leigh Gorman, Malcolm McLaren y Matthew Ashman. Fue el primer sencillo de la banda que no fue producido por Malcolm McLaren.
Entró en la lista de sencillos del Reino Unido en enero de 1982, y durante las 13 semanas que permaneció en ella su máxima posición fue la séptima. «Go Wild in the Country» fue usada como sintonía de Cavegirl, una programa infantil de televisión de la BBC que se emitió en 2002.